# Journal of Sex Research
The Journal of Sex Research es una revista académica revisada por pares que cubre el estudio de la sexualidad humana y el campo de la sexología en general. Es publicado por Routledge en nombre de la Sociedad para el Estudio Científico de la Sexualidad. En 1963, la sociedad había publicado una revista de un solo número titulada Advances in Sex Research (Avances en la investigación sexual). The Journal of Sex Research se publicó por primera vez en 1965. La jefa de redacción actual es Cynthia A. Graham (Universidad de Southampton).
En 2020, la revista tuvo un factor de impacto de 5141. Según Journal Citation Reports, en 2013, la revista ocupó el segundo lugar entre 92 revistas en la categoría «Ciencias sociales, Interdisciplinaria», y el puesto 26 entre 111 revistas en la categoría «Psicología, Clínico». La revista incorpora el Annual Review of Sex Research desde 2009.